# Boyton End
Boyton End is een buurtschap in het Engelse graafschap Suffolk, op een kleine 2 km van Stoke-by-Clare.
Boyton End komt in het Domesday Book (1086) voor als 'Alia Boituna'. Een boerderij uit de zeventiende eeuw, met vakwerkmuren, staat onder de naam "Boyton End House" op de Britse monumentenlijst.